# 林沙希
林 沙希（はやし さき、11月3日 - ）は、日本のトランペット奏者、サウンドコンポーザー、サウンドディレクター。

## 略歴
4歳からピアノ、13歳からトランペットを始める。
京都市立音楽高校に入学し、成績優秀者出演ソロコンサートをウィーンで行い卒業。
桐朋学園大学では成績優秀者出演コンサートに数回ソロ出演し卒業。
クラシック音楽に囚われずポップスやファンクにも興味を示し、音楽アーティストへのレコーディング参加などもこなす。
オーケストレーションを独学で学び、各団体にアレンジを提供、自身でオーケストラ楽団を立ち上げ公演を行うなど、オーケストラ／クラッシック音楽を得意としている。
2021年には初のオリジナル楽曲アルバムをリリース。
作編曲家としても活動をはじめた。
トランペットインストラクターも行っている。

## 作編曲作品
- TESTAMENT（1st ミニアルバム／オリジナル作品）
- 異世界転生したらチート級トランペッターだったので奏でてみた。（2nd ミニアルバム／オリジナル作品）
- 華憐お嬢様の事件簿（3rdオリジナルアルバム作品／オリジナルボイスドラマ作品）
- ＃コンパスライブアリーナ - ストーリーモードの一部楽曲アレンジ
- ぼくの地球を守って LIVE 〜BRIDGE of LIGHT〜　30周年記念ソング【BRIDGE of LIGHT】楽曲アレンジ
- どこでもKAMIZU ARアプリ - 一部楽曲
- 0歳児スタートダッシュ物語 - 一部楽曲
- 第五人格 - リッパーキャラクターソング「 Phantom in the Fog 」- 作編曲

## 演奏参加作品
- パワプロクン ポケットR - サイバーバルのラストボス曲
- コットンロックンロール - 海腹川背ステージ
- 東方幻想麻雀 - Tales of Far East Soul （原曲：東方虹龍洞「あの賑やかな市場は今どこに ～ Immemorial Marketeers」）
- 魔法闘姫フロスティア - オープニングムービー楽曲
- 東京アクティブNEETs
- m:a.ture - god bless you
- 下ネタという概念が存在しない退屈な世界 2 - 辱め雪月花 (off vocal ver.)
- ときめきレストラン☆☆☆5周年記念 - バラの伝言
- ROG SAGA - AchT's Origin Story
- 再見　- OnceAgain
- 北九州アソブル内アトラクションメインテーマ〈アルマニア〉

## オーケストラ編曲作品
Arranger
- 魔法少女まどか☆マギカ
- ワイルドアームズ
- ときめきレストラン☆☆☆
- ぼくの地球を守って